# Zanzibar (ostrov)
Zanzibar je ostrov v Indickém oceánu, oddělený od pobřeží východní Afriky Zanzibarským průlivem. V roce 2012 zde žilo 896 721 obyvatel. Ostrov tvoří spolu s ostrovem Pemba autonomní stát Zanzibar, který je součástí Tanzanie.

## Geografie
Společně s ostrovy Pemba a Mafia tvoří Zanzibarské souostroví, které je celé součástí Tanzanie. Ostrov je kopcovitý, přibližně 85 km dlouhý ze severu na jih a 30 km široký ze západu na východ. Má rozlohu 1666 km². Nachází se ve vzdálenosti 59 km jižně od ostrova Pemba.
Ostrov je obklopen menšími ostrovy a ostrůvky, z nichž dva největší Tumbatu a Uzi jsou obydlené. Další menší ostrovy jsou Bawe, Chapwani, Changuu, Chumbe, Kizingo, Kwale, Latham, Mautani, Miwi, Mnemba, Mwana wa Mwana, Nianembe, Popo, Pungume a Ukanga.

## Administrativní dělení
Spolu s okolními ostrovy tvoří tři ze třiceti krajů Tanzanie. Jsou to Zanzibar střed a jih s hlavním městem Koani, Zanzibar sever s hlavním městem Mkokotoni a Zanzibar město a západ s hlavním městem Zanzibar. Zanzibarská vláda sídlí na západním pobřeží ostrově ve městě Stone Town.